# Peter Walker
Peter Douglas Conyers Walker (Huby, Yorkshire, Engleska, 7. listopada 1912. – Newtown, Worcestershire, Engleska, 1. ožujka 1984.) je bio britanski vozač automobilističkih utrka. U Formuli 1 je nastupio na četiri utrke od 1950. do 1955., ali nije uspio osvojiti bodove. Od 1947. do 1957. odvezao je 23 neprvenstvene utrke Formule 1, a najbolji rezultat je ostvario na utrci Goodwood Trophy 1949. kada je osvojio drugo mjesto. Godine 1951. osvojio je utrku 24 sata Le Mansa u Jaguaru, zajedno sa suvozačem Peterom Whiteheadom, a na istoj utrci 1956. doživio je nesreću u kojoj je zadobio ozbiljne ozlijede. Iako je 1957. odvezao nekoliko utrka, zbog zadobivenih ozlijeda na Le Mansu, prekinuo je utrkivanje. 

## Vanjske poveznice
- Peter Walker - Stats F1
- Peter Walker - Racing Sports Cars
- Peter Walker - Driver Database